# カザーレ・コルテ・チェッロ
カザーレ・コルテ・チェッロ（伊: Casale Corte Cerro）は、イタリア共和国ピエモンテ州ヴェルバーノ・クジオ・オッソラ県にある、人口約3,400人の基礎自治体（コムーネ）。

## 地理

### 位置・広がり
| 隣接するコムーネは以下の通り。 - ジェルマーニョ - グラヴェッローナ・トーチェ - ロレーリア - オメーニャ - オルナヴァッソ |

## 行政

### 分離集落
カザーレ・コルテ・チェッロには、以下の分離集落（フラツィオーネ）がある。
Arzo, Cafferonio, Cassinone, Cereda, Crebbia, Crottofantone, Gabbio, Montebuglio, Motto, Pramore, Ramate, Ricciano, Sant'Anna, Tanchello